# エアステ・クラッセ1911-1912

エアステ・クラッセ1911-1912は、ニーダーエスターライヒサッカー協会 (Niederösterreichischer Fußballverband = NÖFV)によって開催された第1回目のサッカーリーグである。公式記録上ではオーストリア1部リーグの第1回目のシーズンであるが、ウィーンとニーダーエスターライヒのクラブチームにしか参加権がなかった。

## リーグができるまで
前述のとおりこのリーグを創設・運営したのは帝都ウィーンに本拠地を置く協会NÖFVであり、オーストリアサッカー協会の運営するリーグではなかった。これまでウィーンではカップ戦形式のチャレンジカップ (1897- 1911)、オーストリアサッカー連合 (協会の前身)がウィーン市内のクラブを対象に開催した短命なリーグ戦タークブラット・ポカール (1900 - 1903)といったサッカー大会が行われた。

タークブラット・ポカールが長続きしなかった理由は、限られた余暇時間と視界の悪いグラウンドといった悪条件下で、過剰に多くの試合を開催したことにあった。劣悪な環境は改善されないまま、第3回シーズン限りでこのリーグ戦は消滅した。オーストリアサッカー協会はウィーンの優れたクラブを集めてリーグ戦を再建しようとしたが、クラブチームの試合の観客数がナショナルチームに及ばない状態にあって、各クラブは消極的なまま年月が過ぎていった。この間に協会主導で他の都市や帝冠領のクラブも交えたリーグ戦がウィーンで毎年行われていたが、最終順位表の記録がまったく残っておらず、公式記録として残るようなシーズンはなかった。

この1911年5月に誕生したばかりのNÖFVは、オーストリア協会に代わってより整備されたリーグの創設に着手し、各クラブに対し参入条件を緩やかにした。当時ウィーンとニーダーエスターライヒには107ものクラブチームが存在したが、NÖFVはイングランドのフットボールリーグの初年度が12クラブで始まったことを参考に、その中から12クラブを選出した。DFCプラハ、テプリツァーFK、グラーツァーAK、KSクラコヴィアの4クラブは、前述の非公式なウィーンサッカーリーグに参加していたという記述が存在するが、エアステ・クラッセの参加資格は与えられなかった。

最後に選ばれたASVヘルタ・ウィーンは、先に選ばれた11クラブが前年度の非公式リーグで1部所属だったのに対し、その下の2部リーグで優勝したことで選ばれた。実際にはレンヴェーガーSVという別のクラブが非公式2部リーグで優勝していたのだが、多くの対戦相手から「ホームグラウンドが規定より1メートル狭いので違反をしている」という指摘を受けタイトルを剥奪されたため、繰り上がりでヘルタ・ウィーンがエアステ・クラッセ初年度「オリジナル12」に加わったのである。

## 結果
エアステ・クラッセの初年度シーズンは、1911年9月8日から1912年6月30日までホーム・アンド・アウェー2回戦総当たりで行われた。SKラピード・ウィーンが優勝し、初代王者となった。11位のヴィエナ・クリケット・アンド・フットボールクラブは2部リーグ「ツヴァイテ・クラッセA」に自動降格した。ACヴィクトリア・ウィーンは第4節終了後にヴィエナ・クリケットと合併し消滅したので、当該対戦結果はすべて抹消された。9位のASVヘルタ・ウィーンと10位のSpCルドルフスヒューゲルは、ツヴァイテ・クラッセA優勝のSCヴァッカー・ウィーンとのプレーオフに出場した。

### 最終順位
| 順 | チーム                                           | 試 | 勝 | 分 | 敗 | 得 | 失 | 差  | 点 | 出場権または降格 |
| -- | ------------------------------------------------ | -- | -- | -- | -- | -- | -- | --- | -- | ---------------- |
| 1  | SKラピード・ウィーン                             | 20 | 15 | 1  | 4  | 64 | 31 | +33 | 31 |                  |
| 2  | ヴィーナー・シュポルトクラブ                     | 20 | 13 | 4  | 3  | 53 | 35 | +18 | 30 |                  |
| 3  | ヴィーナー・アソシエーションFC                   | 20 | 13 | 3  | 4  | 59 | 23 | +36 | 29 |                  |
| 4  | ヴィーナーAC                                     | 20 | 10 | 5  | 5  | 59 | 41 | +18 | 25 |                  |
| 5  | 1・ジンメリンガーSC                              | 20 | 9  | 3  | 8  | 57 | 63 | −6  | 21 |                  |
| 6  | ファースト・ヴィエナFC                           | 20 | 9  | 2  | 9  | 50 | 36 | +14 | 20 |                  |
| 7  | フロリドスドルファーAC                           | 20 | 9  | 1  | 10 | 61 | 53 | +8  | 19 |                  |
| 8  | ヴィーナー・アマテウレSV                         | 20 | 5  | 5  | 10 | 42 | 51 | −9  | 15 |                  |
| 9  | ASVヘルタ・ウィーン                              | 20 | 6  | 2  | 12 | 25 | 50 | −25 | 14 |                  |
| 10 | SpCルドルフスヒューゲル                          | 20 | 5  | 4  | 11 | 39 | 42 | −3  | 14 |                  |
| 11 | ヴィエナ・クリケット・アンド・フットボールクラブ | 20 | 0  | 2  | 18 | 12 | 96 | −84 | 2  |                  |

### 得点ランキング[9]
| 順位 | 点数 | 選手                     | 所属                         |
| ---- | ---- | ------------------------ | ---------------------------- |
| 1    | 22   | ヨハン・シュヴァルツ     | ファースト・ヴィエナ         |
| 2    | 20   | アドルフ・フィシェラ     | ヴィーナー・アソシエーション |
| 3    | 16   | ヨハン・ノイマン         | ヴィーナーAC                 |
| 4    | 15   | ヨーゼフ・クディン       | ジンメリンガー               |
| 5    | 13   | ルードヴィヒ・フッサーク | ヴィーナー・アマテウレ       |
|      |      | ヨハン・シュトゥドニツカ | ヴィーナーAC                 |

#### 優勝チーム[10]
| SKラピード・ウィーン |
| エドゥアルト・バウアー、アウグスト・ブラハ、フリッツ・ブラントシュテッター、 ヨーゼフ・ブラントシュテッター、 レオポルト・グルントヴァルト、 ヨーゼフ・ハーグラー、 ヨーゼフ・イェホ、 ヨーゼフ・カルテンブルンナー、 ヨーゼフ・クリマ、 ヨーゼフ・コツェニー、 ヨハン・コヴァリク、 ハインリヒ・ケルナー、 ハインリヒ・クルツァル、 リヒャルト・クトハン、 ルドルフ・キューン、 フランツ・シェディヴィー、 ヨーゼフ・シェディヴィー、 ヨーゼフ・タウシンスキー 監督: ディオニス・シェーネッカー |

### プレーオフ

#### 1回戦
まず最初にエアステ・クラッセの9位と10位が2試合制で対戦した。試合はレギュラーシーズン終了後の1912年7月28日と8月11日に行われ、ホーム・アウェイ合計6－2でヘルタ・ウィーンが勝利し、1部残留を決めた。
| チーム #1           | 合計 | チーム #2               | 第1戦 | 第2戦 |
| ------------------- | ---- | ----------------------- | ----- | ----- |
| ASVヘルタ・ウィーン | 6-2  | SpCルドルフスヒューゲル | 3-1   | 3-1   |

#### 2回戦
1回戦で敗れたルドルフスヒューゲルとエアステ・クラッセA1911－1912優勝のSCヴァッカー・ウィーンが1試合制で対戦した。試合は1912年8月25日に行われ、ルドルフスヒューゲルが6－0のスコアで圧勝し、1部残留を決めた。敗れたヴァッカー・ウィーンの来季2部残留が決定した。
| チーム #1               | スコア | チーム #2              |
| ----------------------- | ------ | ---------------------- |
| SpCルドルフスヒューゲル | 6-0    | SCヴァッカー・ウィーン |

## その他のオーストリア帝冠領・王国のクラブサッカー動向
ここでは、1911－1912シーズン中のオーストリア・ハンガリー帝国のその他の行政区分・民族別サッカー協会の下でのクラブサッカー動向を記述する。この帝国には全体を統括するサッカー協会はなく、主として民族別に協会が作られ、ナショナルチームやリーグ戦を個別に組織していた。

オーストリア内部では、「ドイツ＝アルペンラントサッカー協会」 (Deutsch-Alpenländische Fußballverband)が1911年7月2日にグラーツで創設されたが、このシーズン中にはまだリーグ戦を開催しなかった。シュタイアーマルクでは1911年にリーグ戦とカップ戦が行われた記録が存在する。

### ベーメン
1911年6月25日にオーストリアサッカー協会の支部として「ボヘミア・ドイツサッカー協会」(Deutsche Fußball-Verband für Böhmen)が創設されたが、この協会が運営するリーグ戦の始動は1912－1913シーズンまで待たなければならなかった。一方、ボヘミアでは既に民族別協会のひとつ「チェスキー・スヴァズ・フォトバロヴィー」 (Český svaz fotbalový/チェコサッカー協会の前身組織)が、非公式にではあるがチェスコスロヴェンスカー・フォトバロヴァー・リガの流れにつながっていくサッカー大会を1896年から毎年開催していた。1911年度はSKスラヴィア・プラハが、1912年度はACスパルタ・プラハが優勝した。

### メーレン＝シュレジエン
この地にオーストリアサッカー協会の支部「メーレン＝シュレジエン・ドイツサッカー協会」 (DeutschenFußball-Verbandes für Mähren und Schlesien)が設立されるのは1913年7月13日で、まだ先のことである。地元のクラブは自主的に大会を行っており、この年はメーレンのトロッパウで、DSVトロッパウが同じ街の3つのクラブと合同でリーグ戦を行い優勝した。そしてシュレジエンのビエリッツのBBSVビエリッツと2試合制で対戦し、DSVトロッパウが合計8－6で勝利している。

### ガリツィア
1911年6月25日にオーストリアサッカー協会の支部「ポーランド・ドイツサッカー協会」 (Deutscher Fußball-Verband für Polen)が、レンベルクに設立された。発起人および初代会長はクラカウのスタニスラウ・コペルニスキであった。地元のサッカーリーグを開始するのは、1912－1913シーズンからである。

### ハンガリー王国
二重帝国においてオーストリアと同等の地位を享受していたハンガリーは、ウィーンのエアステ・クラッセ創設に先立つこと10年前の1901年、すでにハンガリーサッカー連盟がブダペストのクラブチームを対象にしたサッカーリーグ「ネムゼティ・バイノクシャーグ」をスタートさせていた。このシーズンの優勝はフェレンツヴァーロシュTCである (7回目)。